# Tavernes Blanques (kommun)
Tavernes Blanques är en kommun i Spanien.   Den ligger i provinsen Província de València och regionen Valencia, i den östra delen av landet, 300 km öster om huvudstaden Madrid. Antalet invånare är 9 335. Arean är 0,70 kvadratkilometer. Tavernes Blanques gränsar till Valencia, Alboraya, Almàssera och Bonrepòs i Mirambell. 
Terrängen i Tavernes Blanques är mycket platt.